# Историја Новог Зеланда
Нови Зеланд је једно од последњих насељених копна на Земљи.

## Полинезијски период
Радиоугљенично датирање, дефорестација и маорски митохондријски геном сугеришу да је Нови Зеланд први пут насељен од стране источних Полинежана између 1250. и 1300. након серија дугих путовања преко острва у јужном Пацифику. Током наредних векова ти досељеници су развили засебну културу данас познату под називом Маори. Становништво је подељено на иви (племена) и хапу (подплемена), која су имала разнолике односе, од међусобне сарадње до сукоба. Група Маора је у једном тренутку населила Чатамска острва (која су назвали Рекоху, данас Варекаури), на самом југу, где су развили сопствену културу која се зове Мориори. Популација Мориори је била десеткована између 1835. и 1862, углавном због маорске инвазије и поробљавања, уз болести које су донели Европљани. До 1862. преживео је свега 101 припадник овог племена а последњи пунокрвни Мориори је умро 1933. Данас се око 1.000 становника Новог Зеланда изјашњава као Мориори.

## Европско насељавање
Први Европљани који су дошли до Новог Зеланда били су Холанђанин Абел Тасман и његова посада који су допловили до Новог Зеланда 1642. Сусрет са домородачким становништвом је био непријатељски, четири члана посаде су убијена а један Маор је погођен из топа. Европљани нису поново долазили на Нови Зеланд све до 1769. када је британски истраживач Џејмс Кук опловио и мапирао целу обалу. Након Кука, Нови Зеланд су посећивали бројни бродови који су се бавили ловом на китове и фоке као и трговачки бродови. Трговали су храном, оруђем, оружјем и другом робом у замену за дрво, храну и воду. Појава кромпира и мускета су значајно изменили маорску пољопривреду и ратништво. Кромпири су обезбедили довољну количину хране, што је омогућило дуже и одрживије војне акције. Као последица наступили су међуплеменски Мускетни ратови, више од 600 битака између 1801. и 1840. у којима је убијено 30-40.000 Маора. Од раног 19. века хришћански мисионари су почели да насељавају Нови Зеланд и као резултат њиховог рада већина маорског становништва је прихватила хришћанство. Маорско становништво је током 19. века спало на око 40 процената броја пре контакта са Европљанима, а главни фактор су биле нове болести док су сукоби са Европљанима били веома ретки.
Британска влада је 1832. поставила Џејмса Басбија за намесника на Новом Зеланду а 1835, након најаве Француске да жели да колонизује Нови Зеланд, лабава конфедерација под називом Уједињена племена Новог Зеланда је дала проглас о независности и обратила се британском краљу Вилијаму IV са молбом за заштиту. Немири који су уследили и праве нејасноће о карактеру ове декларације о независности су приморали британско Министарство колонија да пошаље капетана Вилијама Хобсона да успостави суверенитет британске круне и да испреговара договор са Маорима. У Заливу острва је 6. фебруара 1840. потписан Уговор из Вајтангија, један од најзначајнијих докумената из историје Новог Зеланда. Као одговор на покушај колонијалних компанија да оснују независну насеобину у Велингтону и покушаја колонизације од стране Француза у Акарои Хобсон је 21. маја 1840. прогласио британски суверенитет на територији целог Новог Зеланда. Након потписивања уговора и проглашења суверенитета, број имиграната, углавном из Уједињеног Краљевства се повећава.
Нови Зеланд је у првом периоду био део колоније Нови Јужни Велс, али убрзо 1841. године постаје засебна крунска колонија. Аутономију добија 1852. године а први сазив парламента је заседао 1854. године. Добија пуну аутономију по практично свим унутрашњим питањима 1856. године. Постојало је страховање да би Јужно острво могло да оформи заебну колонију, па је премијер Алфред Домет донео одлуку да пресели главни град из Окланда (који је био главни град од 1841. а пре тога свега годину дана то је био Окијато) на локацију у Куковом пролазу. Одабран је Велингтон због луке и централне позиције а прва седница парламента у новом главном граду била је 1865. године. Како је растао број имиграната долазило је до сукоба око земље што је довело до Новозеландских ратова током 1860их и 1870их и конфискације маорских поседа. Нови Зеланд је постао прва земља која је дала право гласа женама а 1894. је донет један од првих закона о обавезној арбитражи између послодаваца и синдиката.

## Савремени Нови Зеланд
Нови Зеланд се прогласио за доминион Британске империје 1907. године а пуну независност у виду крунске земље Комонвелта добио је Вестминстерским статутом који је донет 1931, а службено прихваћен 1947. године. Нови Зеланд је учествовао у светским дешавањима као савезник Британске империје током Првог и Другог светског рата а био је погођен и Великом кризом Криза је довела до избора прве лабуристичке владе и успостављања државе благостања и протекционистичке економије. Након Другог светског рата Нови Зеланд улази у период растућег економског успеха а маорско становништво почиње да напушта села и да се сели у градове у потрази за послом. Долази до развоја маорског протестног покрета који критикује евроцентризам и ради на већем признању маорске културе и Уговора из Вајтангија. Вајтанги трибунал је успостављен 1975. да би се бавио кршењем Уговора а од 1985. има мандат да се бави и историјским притужбама. Влада је постигла довор о накнади за кршењее Уговора са многим племенима али током 2000-их долази до неспоразума око власништва над приморском зоном у зони плиме и осеке и океанског дна у склопу Новог Зеланда јер Маори захтевају да овај простор од важности за рибарство припада њима.